# Stethynium maxwelli
Stethynium maxwelli är en stekelart som beskrevs av Girault 1915. Stethynium maxwelli ingår i släktet Stethynium och familjen dvärgsteklar. Inga underarter finns listade i Catalogue of Life.